# Processione del cavallo di Troia
Processione del cavallo di Troia è un dipinto di Giandomenico Tiepolo, conservato nella National Gallery di Londra.

## Descrizione
L'opera raffigura il celebre episodio del "cavallo di Troia", descritto nell' Odissea di Omero e nell' Eneide di Virgilio.  Dopo dieci lunghi anni di guerra, i Troiani trovano l'enorme cavallo di legno sulla spiaggia, lasciato dagli Achei: credendo che si tratti di un dono degli dei, decidono di portarlo dentro la città, ma la figlia del re troiano Priamo, Cassandra, cerca di fermarli, in quanto con le sue doti profetiche ha capito che dentro il cavallo sono nascosti i migliori soldati Achei. La profetessa rimane  inascoltata e il cavallo viene introdotto a Troia: quella stessa notte gli Achei escono dal cavallo e insieme al resto dell'esercito conquistano la città, che infine verrà data alle fiamme.
La scena qui rappresentata è proprio l'entrata del cavallo di legno nella città di Troia. Sul cavallo è riconoscibile la scritta PALADI VOTVM, che in latino significa "dono per Pallade", ovvero la dea Atena. Sullo sfondo si nota Cassandra, che viene bloccata dai suoi concittadini.
Oltre a questo quadro Giandomenico Tiepolo ne realizzò uno raffigurante la costruzione del cavallo di legno, anche questo conservato alla National Gallery.